# Exechia funerea
Exechia funerea är en tvåvingeart som först beskrevs av Freeman 1951.  Exechia funerea ingår i släktet Exechia och familjen svampmyggor. Inga underarter finns listade i Catalogue of Life.